# Otto Magnus von Stackelberg (Archäologe)

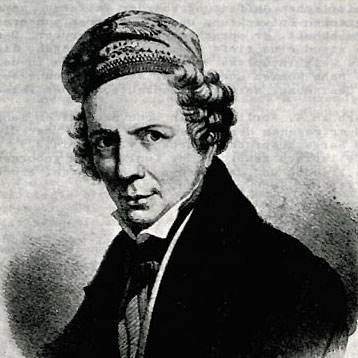
Zeitgenössisches Porträt von Carl Christian Vogel von Vogelstein

Baron Otto Magnus von Stackelberg (* 3. Julijul. / 14. Juli 1786greg. in Reval; † 20. Märzjul. / 1. April 1837greg. in Sankt Petersburg) war ein schwedischstämmiger, deutschbaltischer Archäologe, Maler und Schriftsteller.

## Leben
Otto Magnus von Stackelberg wurde als Sohn von Oberst Otto Christian Engelbrecht von Stackelberg und dessen Frau Anna Gertruda Düker geboren. Die Familie lebte auf ihrem Gutshof Fähna. Anders als seine Brüder zeigte er mehr Vorliebe und Talent für musische Dinge als für die damals bei jungen Männern beliebten Beschäftigungen wie Reiten, Fechten und Jagen. Seinen Vater verlor er schon 1792. Als seine Mutter sein Talent in frühen Zeichnungen erkannte, holte sie den deutschen Maler Reus als Lehrer nach Fähna. Dennoch war für Stackelberg eine diplomatische Laufbahn vorgesehen.
1803 ging Stackelberg zunächst an die Universität Göttingen. Von dort aus machte er mit zweien seiner Brüder eine Reise nach Zürich, die für seinen weiteren Lebensweg prägend wurde. Er sah sich Bilder von Johann Caspar Lavater und Salomon Gessner an und besuchte Johann Heinrich Pestalozzi. Den Winter verbrachten sie in Genf. Danach bereiste er mit seinem Bruder Karl Italien. Dort reifte der Entschluss, sich der Kunst zu widmen. 1804 folgte ein Aufenthalt zum Malereistudium in Dresden. Im folgenden Jahr setzte er seine Studien in Moskau fort, wo er sich weiter auf seine Diplomatenkarriere vorbereitete. Doch musste seine Mutter einsehen, dass ihr Sohn nicht für den Diplomatenberuf geeignet war. Von nun an widmete sich Stackelberg der Kunst und seinem immer stärker werdenden Interesse an der Archäologie.

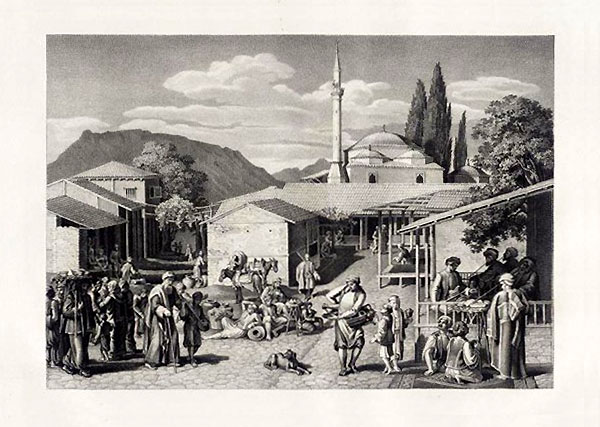
Otto Magnus von Stackelberg: „Trachten und Gebräuche der Neugriechen“

Es folgte eine zweite Studienzeit in Göttingen und zwischen 1806 und 1808 an der Dresdner Galerie. Im Herbst 1808 brach er zu einer zweiten Italienreise auf. Dieses Mal begleitete ihn Ernst Heinrich Toelken. Auf dem Weg nach Italien traf er in Bayreuth Jean Paul und besuchte die Schleißheimer Galerie in München. 1809 erreichte er Rom. Dort lernte er den Archäologen Carl Haller von Hallerstein, den dänischen Archäologen Peter Oluf Brøndsted und den dänischen Altphilologen Georg Koës kennen, zu denen er Freundschaften aufbaute. Bröndsted und Koës überredeten Stackelberg, sie auf ihrer Reise nach Griechenland zu begleiten. Gemeinsam wollten sie nach Abschluss der Reise eine archäologische Publikation vorlegen, zu denen Stackelberg die Landschaftsbilder beisteuern sollte.

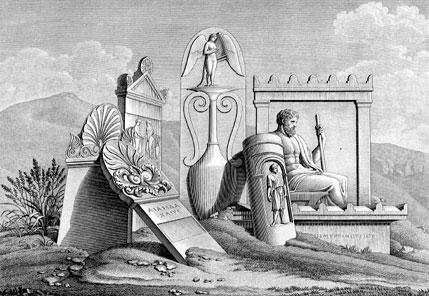
Stich Stackelbergs aus Griechenland

Die Reise nach Griechenland war lang und abenteuerlich. Sie brachen Juli 1810 in Neapel auf und kamen im September desselben Jahres schließlich im Piräus an. Weitere Teilnehmer der Expedition waren neben seinen drei Freunden aus Rom der deutsche Maler Jakob Linckh, der damalige österreichische Konsul in Griechenland Georg Christian Gropius sowie die britischen Architekten und Archäologen Charles Robert Cockerell und John Foster. Die Gruppe führte an mehreren Orten in Griechenland Ausgrabungen durch. 1812 wurden Teile des Apollon-Tempels von Bassae bei Phigalia in Arkadien freigelegt. Der von der Expedition freigelegte Fries befindet sich heute im Britischen Museum in London. Außerdem entdeckte die Expedition den Tempel des panhellenischen Zeus in Ägina

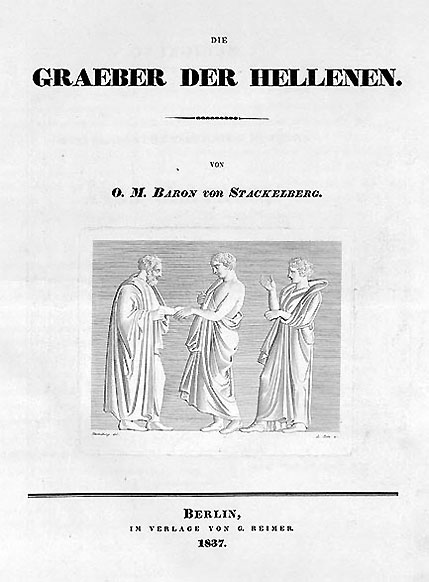
Titelblatt zu „Die Gräber der Hellenen in Bildwerken und Vasengemälden“, Berlin 1837

Im Herbst 1814 kehrte Stackelberg ins Baltikum zu seiner Familie zurück. 1816 reiste er erneut nach Italien und forschte als Kunsthistoriker zur Antike und zum Mittelalter. In Rom begründete er mit Eduard Gerhard, August Kestner und Theodor Panofka 1824 die Römischen Hyperboraeer und war 1829 Mitbegründer des Instituto di corrispondenza archeologica. Beides waren Vorläufer und Keimzellen des späteren Deutschen Archäologischen Instituts. 1826 veröffentlichte von Stackelberg sein archäologisches Werk Der Apollotempel zu Bassae in Arcadien und die daselbst ausgegrabenen Bildwerke, zu dem auch seine Zeichnungen gehörten. Von seinem damaligen Lebensmittelpunkt Rom aus unternahm Stackelberg weitere Reisen nach Griechenland, in die Türkei und innerhalb Italiens. In Etrurien entdeckte er 1827 die etrurischen Hypogäen von Corneto.
1828 verließ Stackelberg Rom und Italien für immer. Von 1829 bis 1833 bereiste er nochmals Deutschland – er traf dort unter anderem auf Johann Wolfgang von Goethe –, England, Frankreich und die Niederlande. Seit 1835 lebte er wieder in Riga. Seine Nichte Natalie von Stackelberg veröffentlichte 1882 seine Biographie auf Grundlage der Tagebücher und Briefe Stackelbergs. Gerhart Rodenwaldt bezeichnete Stackelberg in einer von ihm verfassten Biografie als „Entdecker der griechischen Landschaft“.

## Schriften
- mit August Kestner: [Unedierte Gräber von Corneto]. [nicht publiziert; Druckvorlage von 1827/28]. Tafeln, Digitalisat (ARACHNE)
- Costumes et usages des peuples de la Grèce moderne. Rom 1825–1826.
  - Trachten und Gebräuche der Neugriechen. Berlin 1831. Digitalisat Österreichische Nationalbibliothek = google books.
  - Costumes et Usages des Peuples de la Grèce Moderne: d’après les dessins exécutés sur les lieux en 1811. Paris [ca. 1835]. 20 kolorierte Tafeln ohne Text (Raubdruck?) Digitalisat Bayerische Staatsbibliothek.
- Der Apollotempel zu Bassae in Arcadien und die daselbst ausgegrabenen Bildwerke. Rom 1826. Digitalisat (HEIDI)
- La Grèce. Vues pittoresques et topographiques, dessinus par O. M. baron de Stackelberg. Paris 1830. Digitalisat (HEIDI)
- Die Gräber der Griechen in Bildwerken und Vasengemälden. 2 Bände. 1835.
  - 2. Auflage, in einem Band, unter dem Titel Die Graeber der Hellenen. Berlin 1837 Digitalisat (HEIDI)
- Stackelberg[3] oder Peter Oluf Brøndsted gelten als Urheber der anonymen Schrift: Quelques mots sur une diatribe anonyme intitulée "De quelques voyages récens dans la Grèce à l’occasion de l’expédition scientifique de la Morée", Paris 1829